# شهرستان تائیهه (آن‌هوئی)
شهرستان تائیهه (به انگلیسی: Taihe County) یک شهرستان در چین است که در فویانگ واقع شده‌است.